# Julija Łaputina
Julija Anatolijiwna Łaputina, ukr. Юлія Анатоліївна Лапутіна (ur. 1967 w Kijowie) – ukraińska funkcjonariuszka służb specjalnych i urzędniczka państwowa, generał major SBU, kandydat nauk w zakresie psychologii, minister ds. weteranów (2020–2024).

## Życiorys
W 1988 została absolwentką Kijowskiego Państwowego Instytutu Wychowania Fizycznego z dyplomem nauczyciela i trenera. W 1996 ukończyła prawo na Narodowej Akademii Służby Bezpieczeństwa Ukrainy w Kijowie. Uzyskała stopień kandydata nauk w zakresie psychologii. Była pracownikiem naukowym w jednym z instytutów badawczych, w 1992 została funkcjonariuszką Służby Bezpieczeństwa Ukrainy. Zajmowała kierownicze stanowiska w strukturze SBU, zajmowała się m.in. kontrwywiadem. Podczas wojny w Donbasie kierowała zespołem zadaniowym służby w ramach ATO (operacji antyterrorystycznej).
W marcu 2020 awansowana do stopnia generała majora SBU. W tym samym roku odeszła ze służby, później pełniła funkcję dyrektora generalnego w dyrekcji komunikacji i polityki informacyjnej ministerstwa do spraw terytoriów czasowo okupowanych. W grudniu 2020 powołana na ministra do spraw weteranów w rządzie Denysa Szmyhala. Urząd ten sprawowała do lutego 2024.